# Heart Shaker
“Heart Shaker”는 대한민국의 걸 그룹 트와이스의 미니 음반 《Merry & Happy》의 타이틀 곡이다.

## 차트
| 차트 (2017–18) | 최고 순위 |
| -------------- | --------- |
| 일본           | 5         |
| 필리핀         | 10        |

## 같이 보기
- 2017년 가온 디지털 차트 1위 목록